# Vuelta al País Vasco 2010
Jubileuszowa 50. edycja wyścigu kolarskiego Vuelta al País Vasco odbyła się w dniach 5–10 kwietnia 2010 roku. Trasa tego hiszpańskiego, sześcioetapowego wyścigu liczyła 908 km ze startem w Ciérvana i metą w Orio. Wyścig, podobnie jak w poprzednich latach znajdował się w kalendarzu ProTour.
Polscy kolarze w wyścigu nie startowali.
Zwyciężył Amerykanin Chris Horner, jeżdżący w grupie Team RadioShack.

## Etapy
| Etap    | Data        | Start – meta            | Długość (km) | Zwycięzca etapu    | Lider              |
| 1. etap | 5 kwietnia  | Ciérvana – Ciérvana     | 152          | Alejandro Valverde | Alejandro Valverde |
| 2. etap | 6 kwietnia  | Ciérvana – Viana        | 217          | Alejandro Valverde | Alejandro Valverde |
| 3. etap | 7 kwietnia  | Viana – Amurrio         | 187          | Francesco Gavazzi  | Óscar Freire       |
| 4. etap | 8 kwietnia  | Murguia Zuya – Eibar    | 160          | Samuel Sánchez     | Alejandro Valverde |
| 5. etap | 9 kwietnia  | Eibar – Orio            | 170          | Joaquim Rodríguez  | Alejandro Valverde |
| 6. etap | 10 kwietnia | Orio – Aia – Orio (ITT) | 22           | Chris Horner       | Chris Horner       |

## Wyniki
| M-ce | Imię i nazwisko        | Kraj              | Drużyna               | Czas       |
| ---- | ---------------------- | ----------------- | --------------------- | ---------- |
| 1.   | Chris Horner           | Stany Zjednoczone | Team RadioShack       | 23:27.30 h |
| 2    | Alejandro Valverde     | Hiszpania         | Caisse d’Épargne      | + 0.07 min |
| 2    | Beñat Intxausti        | Hiszpania         | Euskaltel-Euskadi     | + 0.58 min |
| 3    | Joaquim Rodríguez      | Hiszpania         | Team Katusha          | + 1.06 min |
| 4    | Jean-Christophe Péraud | Francja           | Omega Pharma-Lotto    | + 1.10 min |
| 5    | Marco Pinotti          | Włochy            | Team HTC-Columbia     | + 1.18 min |
| 6    | Sandy Casar            | Francja           | La Française des Jeux | + 1.47 min |
| 7    | Samuel Sánchez         | Hiszpania         | Euskaltel-Euskadi     | + 1.58 min |
| 8    | Robert Gesink          | Holandia          | Rabobank              | + 1.59 min |
| 9    | Dries Devenyns         | Belgia            | Quick Step            | + 2.27 min |
| 10   | Jurgen Van den Broeck  | Belgia            | Omega Pharma-Lotto    | + 2.37 min |